# 北澤通宏
北澤 通宏（きたざわ みちひろ、1952年2月10日 - ）は、日本の実業家。富士電機代表取締役社長。元日本電機工業会会長。

## 人物・経歴
1974年山梨大学工学部応用化学科卒業、富士電機製造入社。1998年ユー・エス・富士電機社取締役社長。2001年富士電機画像デバイス代表取締役社長。2003年富士電機デバイステクノロジー取締役。2004年富士電機デバイステクノロジー常務取締役。2006年富士電機デバイステクノロジー専務取締役。2008年富士電機ホールディングス代表取締役取締役副社長。2010年富士電機ホールディングス代表取締役取締役社長。2011年富士電機ホールディングス代表取締役取締役社長執行役員社長。2017年日本電機工業会会長。富士電機の営業益を大きく増加させ、2019年、2020年と1億円を超える役員報酬を受領し、開示がされた。